# 한 번쯤 이혼할 결심
《한 번쯤 이혼할 결심》은 대한민국의 종합편성채널 MBN에서 방송되는 예능 프로그램이다.

## 기획 의도
스타 부부들이 '가상 이혼'을 준비하고 실행하는 모습을 생생하게 담아내는 파격적인 콘셉트의 '가상 이혼 관찰 리얼리티' 프로그램

## 방송 일정
| 방송국 | 방송 기간                          | 방송 시간               | 회차           |
| ------ | ---------------------------------- | ----------------------- | -------------- |
| MBN    | 2024년 1월 14일 ~ 2024년 2월 18일  | 매주 일요일 밤 9시 30분 | 5부작 (파일럿) |
| MBN    | 2024년 8월 18일 ~ 2024년 11월 10일 | 매주 일요일 밤 10시     | 정규           |

## 출연진

### 스튜디오 MC
- 김용만
- 오윤아

### 출연 부부
- 고민환, 이혜정
- 정대세, 명서현
- 류담, 신유정

### 전문가
- 양소영 변호사
- 노종언 변호사